# Белек (Кыргызстан)
Белек (кирг. Белек) — село в Сокулукском районе Чуйской области Кыргызстана. Входит в состав айылного аймака имени Кайназаровой.

## География
Село расположено в центральной части области, на расстоянии приблизительно 3 километров (по прямой) к югу от села Сокулук, административного центра района. Абсолютная высота — 933 метра над уровнем моря.

## Население
Согласно оценочным данным Национального статистического комитета Кыргызской Республики, численность населения села на начало 2023 года составляла 1445 человек.
| год     | 2009 | 2014 | 2015 | 2020 | 2021 | 2023 |
| ------- | ---- | ---- | ---- | ---- | ---- | ---- |
| человек | 1084 | 1288 | 1273 | 1388 | 1400 | 1445 |